# Bloomington (Minnesota)
Bloomington ist eine Stadt im Hennepin County im US-Bundesstaat Minnesota. Sie liegt südlich von Minneapolis und Saint Paul und ist der einwohnerstärkste Vorort der Twin Cities und die fünftgrößte Stadt in Minnesota. Das U.S. Census Bureau hat bei der Volkszählung 2020 eine Einwohnerzahl von 89.987 ermittelt.

## Geografie
Bloomington ist zentral im Osten von Minnesota in der Metropolregion Minneapolis-Saint Paul-Bloomington gelegen. Im Süden und Osten wird die Stadt durch den Minnesota River begrenzt. Nach Angaben des United States Census Bureau beträgt die Fläche von Bloomington 99,4 Quadratkilometer, davon sind 7,5 Quadratkilometer Wasserflächen.

## Demografische Daten
Nach der Volkszählung im Jahr 2010 lebten in Bloomington 82.893 Menschen in 35.905 Haushalten. Die Bevölkerungsdichte betrug 904 Einwohner pro Quadratkilometer. In den 35.905 Haushalten lebten statistisch je 2,28 Personen.
Ethnisch betrachtet setzte sich die Bevölkerung zusammen aus 79,7 Prozent Weißen, 7,2 Prozent Afroamerikanern, 0,4 Prozent amerikanischen Ureinwohnern, 5,9 Prozent Asiaten, 0,1 Prozent Polynesiern sowie 3,7 Prozent aus anderen ethnischen Gruppen; 3,1 Prozent stammten von zwei oder mehr Ethnien ab. Unabhängig von der ethnischen Zugehörigkeit waren 6,8 Prozent der Bevölkerung spanischer oder lateinamerikanischer Abstammung.
19,7 Prozent der Bevölkerung waren unter 18 Jahre alt, 61,9 Prozent waren zwischen 18 und 64 und 18,4 Prozent waren 65 Jahre oder älter. 51,6 Prozent der Bevölkerung war weiblich.

Das mittlere jährliche Einkommen eines Haushalts lag bei 60.150 USD. Das Pro-Kopf-Einkommen betrug 35.732 USD. 8,5 Prozent der Einwohner lebten unterhalb der Armutsgrenze.

## Tourismus
Bekannt ist Bloomington in erster Linie durch die Mall of America, dem zweitgrößten Einkaufszentrum mit den meisten Geschäften (über 500) in den Vereinigten Staaten. 2006 eröffnete unweit der Mall der Water Park of America. Dieser ist nach eigenen Angaben der größte Indoor-Wasserpark in den Vereinigten Staaten.
Die Stadt pflegt eine Partnerschaft zu Izumi, Osaka, Japan.

## Verkehr
Wichtige Routen des Straßenverkehrs sind der Interstate 35-W, welcher die Stadt in Nord-Süd-Richtung durchquert und eine direkte Verbindung zu den Twin Cities bietet, sowie der Interstate 494, welcher im Norden in West-Ost-Richtung verläuft und ein Zubringer zum Interstate 94 ist.
Unmittelbar nordöstlich der Stadt liegt mit dem Flughafen Minneapolis-Saint Paul ein internationaler Verkehrsflughafen. Die Stadtbahnlinie Blue Line beginnt an der Mall of America und verbindet Bloomington mit dem Flughafen und der Stadt Minneapolis.

## Söhne und Töchter der Stadt
- Pete Docter (* 1968), Filmregisseur, Drehbuchautor und Animator
- Kevin Lynch (* 1968), Basketballspieler
- Tom Pederson (* 1970), Eishockeyspieler
- Dan Trebil (* 1974), Eishockeyspieler
- Mike Crowley (* 1975), Eishockeyspieler
- Mark Parrish (* 1977), Eishockeyspieler
- Ben Clymer (* 1978), Eishockeyspieler
- Bryan Schmidt (* 1981), Eishockeyspieler
- Brian Olsen (* 1983), Biathlet
- Ryan Stoa (* 1987), Eishockeyspieler
- Mod Sun (* 1987), Rapper
- Erik Johnson (* 1988), Eishockeyspieler
- Peter Mueller (* 1988), Eishockeyspieler
- Honour Finley (* 1999), Sprinterin